# NGC 4337
NGC 4337 is een open sterrenhoop in het sterrenbeeld Zuiderkruis. Het hemelobject werd op 1 april 1834 ontdekt door de Britse astronoom John Herschel.

## Synoniemen
- OCL 878
- ESO 131-SC2